# Michaił Gieniawski
Michaił Aleksandrowicz Gieniawski (ros. Михаил Александрович Генявский, ur. 1902 w Eupatorii, zm. 28 lipca 1938) – radziecki działacz partyjny i państwowy, przewodniczący Komitetu Wykonawczego Czelabińskiej Rady Obwodowej (1937–1938).
W latach 1915–1917 służył w rosyjskiej armii, od 1917 do 1918 przewodniczący komitetu komunistycznej młodzieży w Eupatorii, od 1918 członek RKP(b)/WKP(b), w latach 1918–1919 sekretarz podziemnego komitetu powiatowego RKP(b) w Eupatorii. W latach 1919–1921 służył w Armii Czerwonej, później był przewodniczącym komitetu wykonawczego rady miejskiej Charkowa i zastępcą przewodniczącego Komitetu Wykonawczego Charkowskiej Rady Obwodowej, następnie do 1937 kierował obwodowym oddziałem handlu radzieckiego w Gorkim, a od października 1937 do kwietnia 1938 był przewodniczącym Komitetu Wykonawczego Czelabińskiej Rady Obwodowej.
11 kwietnia 1938 aresztowany, 28 lipca 1938 skazany na śmierć przez Wojskowe Kolegium Sądu Najwyższego ZSRR i rozstrzelany. 24 września 1957 pośmiertnie zrehabilitowany.